# 東宝ツインタワービル
東宝ツインタワービル（とうほうツインタワービル）は、かつて東京都千代田区有楽町一丁目（日比谷地区）に所在した、東宝不動産所有の商業施設である。

## フロア構成
地上9階・地下4階建で、9階はレストラン街、7階にはビル開業当初より東宝ダンスホールがある。3～6、8階はオフィス主体で、阪急阪神ホールディングス東京事務所並びに阪急電鉄・阪神電気鉄道東京統括室、東宝レストランサービス、阪急不動産首都圏事業部など阪急阪神東宝グループの企業が多く事務所を構えている。1・2階は医院や衣料品店、地下1階にはゴルフスクールとランニングステーションが入居する。地下2階から地下3階にかけては、1986年に大和実業グループのディスコ「ラジオシティ」オープン。同店は1998年に閉店したが、2010年にはその跡にディスコ「クラブディアナ」がオープンした。地下2階では、東京メトロ日比谷線日比谷駅A5出入口と直結している。

## 塔
屋上には建物名称のもとになった2本の円柱形の塔があり、1981年より富士電機の看板が掲出されていた。これは、設計を担当した谷口吉郎がフランスを旅行した際に、塔のおかげで目指していた教会にたどり着けたことにヒントを得て建てられた。

## 建替計画
2019年6月25日、同年12月末を以って閉館し、2023年完成を目標として地下2階・地上11階の東宝日比谷プロムナードビルに建て替える旨の発表があった。

## 周辺
本ビル周辺の有楽町・日比谷地区には、東宝不動産や東宝が所有する劇場や商業施設が数多く所在する。
- 東宝日比谷ビル（日比谷シャンテ）
- 東宝シアタークリエビル
- 東京宝塚ビル
- 有楽町電気ビルヂング（敷地の一部が旧東宝有楽ビルの跡地で、東宝が区分所有する）
- 有楽町センタービル（有楽町マリオン）
- 帝劇ビル

東京宝塚劇場、シアタークリエ、日生劇場、帝国劇場で観劇をした利用者は、本ビルの駐車場料金の割引を受けられた。